# Чалбаська волость
Чалбаська волость — адміністративно-територіальна одиниця Дніпровського повіту Таврійської губернії.
Станом на 1886 рік складалася з 9 поселень, 4 сільських громад. Населення — 8381 особа (4259 чоловічої статі та 4122 — жіночої), 1170 дворових господарств.
|                     | Площа, десятин | У тому числі орної, дес. |
| ------------------- | -------------- | ------------------------ |
| Сільських громад    | 23420          | 20703                    |
| Приватної власності | 38681          | 4018                     |
| Казенної власності  | 2490           | 74                       |
| Іншої власності     | 293            | 280                      |
| Загалом             | 64884          | 25075                    |

Найбільші поселення волості:
- Чалбаси — село при Чорному морі за 31 версту від повітового міста, 4788 осіб, 656 двори, православна церква, школа, 13 лавок, ярмарок.
- Костогризівка — село, 1490 осіб, 218 дворів, православна церква, школа.
- Малі Копані — село, 1400 осіб, 199 дворів, молитовний будинок, школа, лавка.